# Одрі Мансон
Одрі Марі Мансон (8 червня 1891 — 20 лютого 1996) — американська модель та акторка, яка вважається «першою супермоделлю Америки». Свого часу була відома як «Міс Мангеттен», «Дівчина з Панами-Тихоокеанського регіону», «Дівчина вистави» та «Американська Венера». Була моделлю або джерелом натхнення для понад 12 статуй у Нью-Йорку та багатьох інших місць. Мансон знялась в чотирьох німих фільмах, у тому числі без одягу у фільмі «Натхнення» (1915). Однією з перших американських акторок знялася оголеною в непорнографічному фільмі.

## Кар'єра

### Модель
Одрі Марі Мансон народилася в Рочестері, штат Нью-Йорк, 8 червня 1891 року. ЇЇ батько Едгар Мансон (1857—1945), трамвайний кондуктор і спекулянт з нерухомості, походив з англійських пуритан, з Мексики, штат Нью-Йорк. ЇЇ матір Кетрін К. «Кітті» Магоні (1863 / 1864–1958), донька Джона та Сесілії Магоні, ірландських іммігрантів. Батьки розлучилися, коли їй було вісім років, і вона з матір'ю переїхала в Провіденс, штат Род-Айленд.
У 1909 році мати з дочкою переїхали до Вашингтон-Гайтс у Нью-Йорку, де 17-річна Одрі шукала роботу акторки та співачки. Її першою роллю на Бродвеї була роль «лакея» у виставі «Хлопчик і дівчинка в повітряних садах Нового амстердамського театру», яка проходила з 31 травня по 19 червня 1909 року. Вона також з'явилася в The Girl and the Wizard, Girlies і La Belle Parée.

Під час огляду вітрин на П'ятій авеню з матір'ю її помітив фотограф Фелікс Бенедикт Герцог, який попросив її позувати для нього в його студії в Lincoln Arcade Building на Бродвеї та 65-й вулиці. Герцог познайомив її зі своїми друзями зі світу мистецтва. Вона позувала художнику-муралісту Вільяму де Лефтвічу Доджу, який передав їй рекомендаційний лист до Ісідора Конті. Конті був її першим скульптором і першим, для кого вона позувала оголеною. З цього моменту Мансон позувала для кількох відомих художників, зокрема художника Френсіса Коутса Джонса, ілюстраторів Гаррісона Фішера, Арчі Ганна та Чарльза Гібсона та фотографів Герцога та Арнольда Генте, але переважно вона була моделлю для скульпторів.

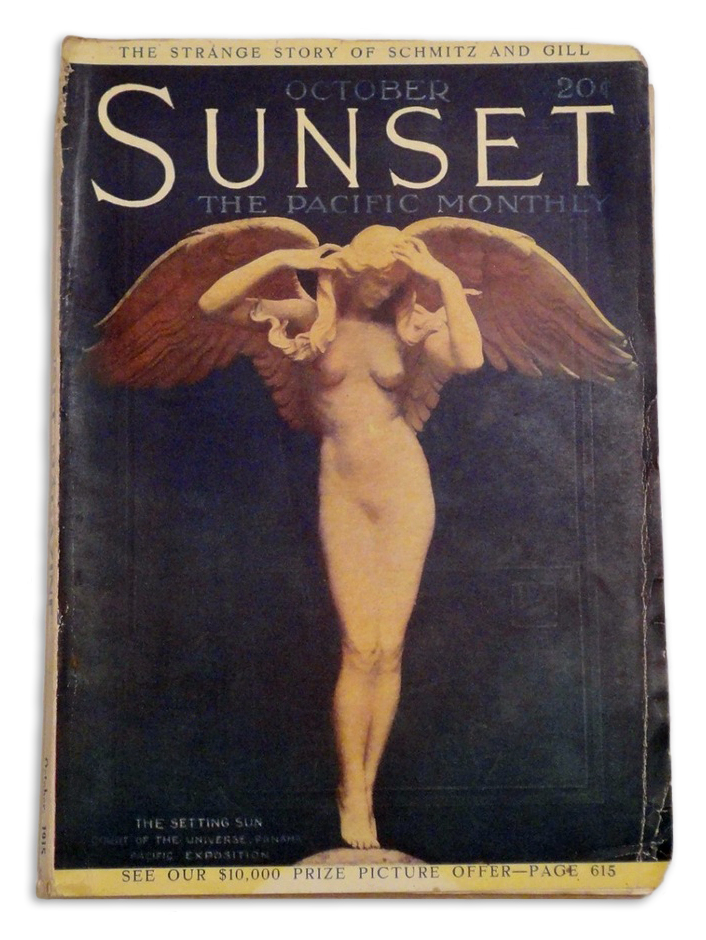
«Спускається ніч» Адольфа Александра Вайнмана, розміщена на обкладинці журналу «Sunset» (жовтень 1915)

Першою визнаною заслугою Мансон є мармурова статуя Конті під назвою «Три грації», відкрита в новому великому бальному залі готелю «Астор» на Таймс-сквер у вересні 1909 року. Вона позувала всім трьом граціям. Невдовзі після цього та протягом наступного десятиліття Мансон стала зразком для американських скульпторів, позуючи для довгого списку окремо стоячих статуй, пам'ятників та алегоричних архітектурних скульптур на капітоліях штатів та інших великих громадських будівлях. Згідно з The Sun у 1913 році, «понад сто художників погоджуються, що якщо ім'я міс Мангеттен належить комусь конкретно, то це цій молодій жінці».

До 1915 року вона була настільки відомою, що Олександр Стерлінг Калдер обрав її своєю моделлю, коли став директором зі скульптури на Панамо-Тихоокеанській міжнародній виставці в Сан-Франциско того ж року. Її фігуру «дев'яносто разів повторено на тлі неба» лише на одній будівлі — на колонадах Двору Всесвіту, що був створений за зразком площі Святого Петра у Ватикані. Насправді Мансон позувала для трьох п'ятих всіх скульптур, створених для заходу, і здобула популярність як «панамсько-тихоокеанська дівчина».
"Ще дуже довго після того, як вона й усі її сучасники перетворяться на порох, Одрі Мансон – модель для трьох п'ятих усіх скульптур Панамо-Тихоокеанської виставки – продовжуватиме жити в бронзі та на полотнах світових мистецьких центрів."
— Richmond Times-Dispatch (Вірджинія), 1 серпня, 1915

### Кіноакторка

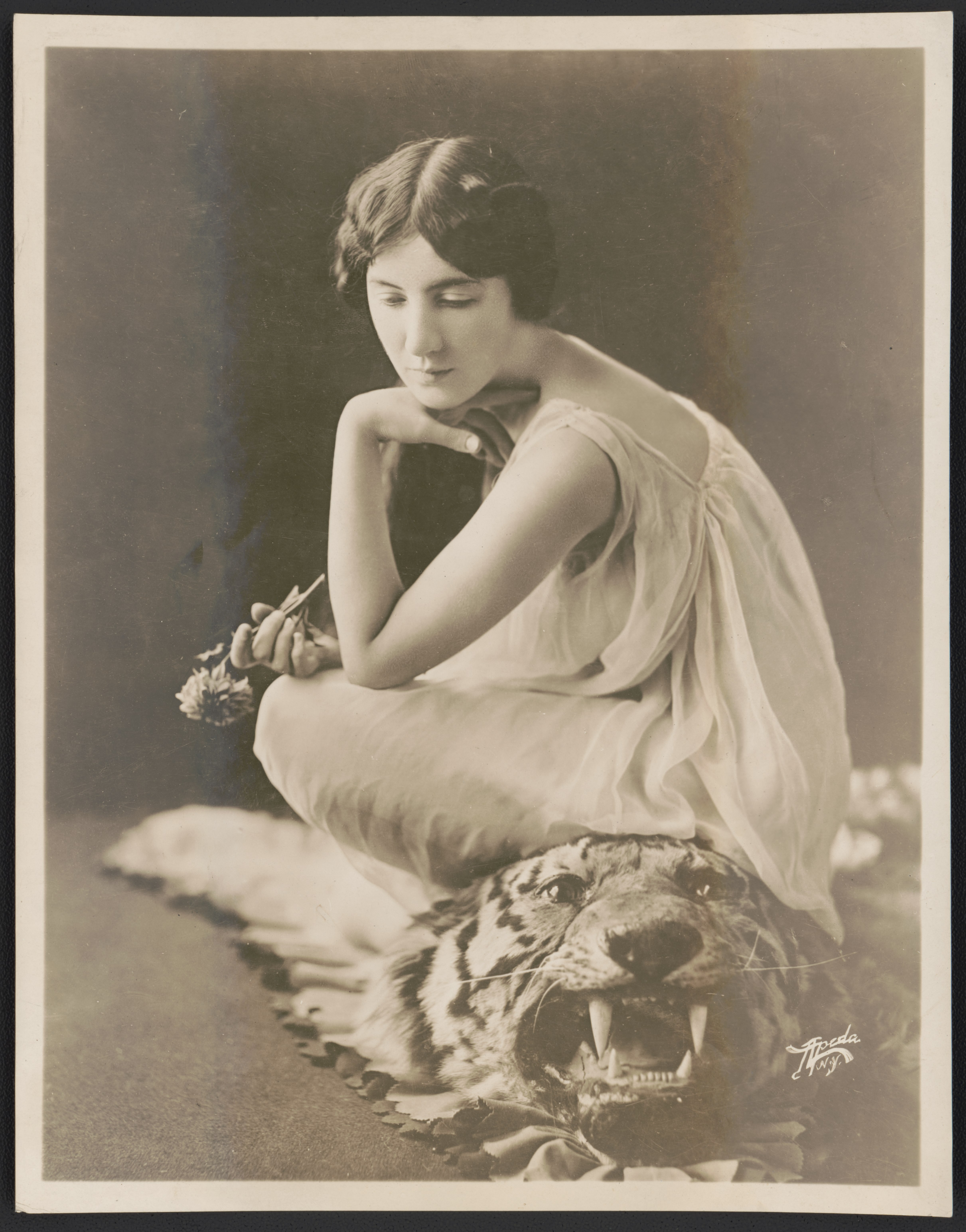
Одрі Мансон у Purity, Liberty Theatre

Слава Мансон допомогла їй розпочати кар'єру в кіноіндустрії, що тільки зароджувалась, і вона знялася в чотирьох німих фільмах. У першому фільмі «Натхнення» (1915), знятому кінокомпанією Thanhouser Film Corporation у Нью-Рошелі, штат Нью-Йорк, режисером якого став Джордж Фостер Платт, вона постала повністю оголеною в ролі моделі скульптора. Цензори не бажали забороняти фільм, побоюючись, що їм також доведеться заборонити мистецтво Відродження. Фільми Мансон мали касовий успіх, хоча думки критиків розділилися. Тенхаузер найняв її двійника на ім'я Джейн Томас для зйомок у сценах з акторською грою, тоді як Мансон знімалася лише у сценах, де позувала оголеною. Хоча появу Мансон у фільмі «Натхнення» іноді вважають першим випадком, коли американська акторка з'явилася оголеною в непорнографічному фільмі, згідно з історикинею кіно Карен Ворд Мар, Маргарет Едвардс зробила це першою у фільмі «Лицеміри», який вийшов на екрани раніше в 1915 році.
Другий фільм Мансон, «Чистота» (1916), знятий Американською кінокомпанією в Санта-Барбарі, штат Каліфорнія, і режисером Рей Бергер, є єдиним з її фільмів, який зберігся, оскільки його було знову відкрито в 1993 році в «порнографічній» колекції у Франції та придбано Французьким національним архівом кіно. Її третій фільм, The Girl of' Dreams, також знятий американкою в Санта-Барбарі та, ймовірно, режисером Томом Рікеттсом за оповіданням Вільяма Піготта (у каталозі Американського кіноінституту Піготт вказано як режисер, але в усіх інших його заслугах він вказан як сценарист), був завершений до осені 1916 року; хоча фільм згадується в списках кількох його акторів у каталозі кіностудії від 21 жовтня 1916 року, він не був випущений у той час і не був захищений авторським правом до 31 грудня 1918 року; у подальшому фільм не згадується, і він, можливо, ніколи не був випущений.
Мансон повернулась на східне узбережжя поїздом через Сіракузи в грудні 1916 року, будучи пов'язаною із вищим світом у Нью-Йорку та Ньюпорті, Род-Айленд. Є розповіді, в яких її мати наполягає на тому, що вона одружилася з сином спадкоємця «Комсток Лод», срібним спадкоємцем, Германом Оелріксом-молодшим, на той час найбагатшим холостяком в Америці, але про це немає письмових доказів. 27 січня 1919 року вона написала неоднозначного листа до Державного департаменту США, засуджуючи Оелрікса як частину пронімецької мережі, яка вигнала її з кінобізнесу. Вона сказала, що планує покинути США, щоб відновити свою кінокар'єру в Англії.

### Слава
У 1919 році Одрі Мансон жила зі своєю матір'ю в пансіоні на 164 West 65th Street, Мангеттен, власником якого був доктор Волтер Вілкінс. Вілкінс закохався в Мансон і 27 лютого вбив свою дружину Джулію, щоб мати можливість одружитися з Одрі. Мансон і її мати покинули Нью-Йорк, і поліція розшукала їх для допиту. Після всенародного розшуку їх знайшли. Вони відмовилися повертатися до Нью-Йорка, але їх допитали агенти детективного агентства Бернса в Торонто, Онтаріо, Канада. Зміст наданих ними свідчень під присягою ніколи не було розкрито, але Одрі Мансон рішуче заперечувала романтичні стосунки з доктором Вілкінсом. Вілкінса судили, визнали винним і засудили до електричного стільця. Він повісився у своїй тюремній камері до виконання вироку.
Ця трагедія, ймовірно, поклала край її кар'єрі моделі, проте Мансон продовжувала шукати можливості з'являтися на шпальтах газет. До 1920 року Мансон не могла ніде знайти роботу, і, як повідомлялося, жила в Сіракузах, штат Нью-Йорк, за підтримки своєї матері, яка продавала кухонне начиння від дверей до дверей. У листопаді 1920 року вона, як кажуть, працювала касиркою у музеї монет.
З січня по травень 1921 року в Hearst's Sunday Magazine (пізніше перейменованому на Hearst's International) вийшла серія з 20 статей під авторством Одрі Мансон під назвою «Від „Королеви художніх студій“». У ній Мансон розповідала про свій досвід знаменитої моделі для художників та акторки німого кіно, поєднуючи особисті спогади з попередженнями про долю моделей у мистецькому світі. В одній із них вона зверталася до читачів із проханням уявити її власне майбутнє.
"Що ж стається з художніми моделями? Гадаю, чи не думалось багатьом із моїх читачів, стоячи перед шедевром – чарівною скульптурою чи дивовижним портретом юної дівчини, де саме відсутність покривів підкреслює, а не зменшує її скромність і чистоту, – задаватися питанням: «Де ж вона тепер, ця модель, що була такою прекрасною?"
У лютому того ж року агент-продюсер Аллен Рок випустив рекламу, в якій показувався чек на 27 500 доларів, який він сказав, що заплатив Мансон за головну роль у четвертому фільмі під назвою «Безтурботні метелики», знятому Робертом З. Леонардом за його власним сценарієм, заснованим на цих творах. Пізніше Мансон повідомила, що чек на 27 500 доларів був просто «піар-ходом», і подала позов проти Аллена Рока. Ці провадження виявили, що 20 статей були написані журналістом Генрі Лейфордом Гейтсом.
Влітку 1921 року Мансон провела загальнонаціональний пошук ідеального чоловіка для шлюбу. Вона припинила пошуки в серпні, заявивши, що все одно не хоче вступати в шлюб. 3 жовтня 1921 року її заарештували в Королівському театрі (пізніше театр Таун) у Сент-Луїсі за порушення моралі, пов'язані з її оголеною появою у фільмі «Невинність» (перевидання "Чистота "), у якому вона виконала головну роль. Її та її менеджера, незалежного кінопродюсера Бена Джуделла було виправдано. Кілька тижнів потому вона все ще з'являлася в Сент-Луїсі разом із показами «Невинності», розігруючи «серію нових поз із відомих картин».
27 травня 1922 року Мансон вчинила спробу самогубства, проковтнувши розчин біхлориду ртуті.

### Подальші роки, хвороба і смерть
8 червня 1931 року мати Мансон звернулася до судді з проханням помістити доньку в психіатричну лікарню. Суддя округу Освего наказав направити Мансон до психіатричного закладу для лікування в день її 40-річчя. Вона залишалася в державній лікарні для божевільних Святого Лаврентія в Огденсбурзі, штат Нью-Йорк, де лікувалася від депресії та шизофренії протягом 65 років, поки не померла у віці 104 років. Під час перебування в закладі вона часто підтримувала свою фізичну красу молоком, йогуртом і сечею.
У середині 1950-х Мансон була ще достатньо відомою, щоб стати предметом анекдоту в мемуарах П. Г. Вудгауса та Ґая Болтона про роки, проведені на Бродвеї, Bring on the Girls! (1953), хоча біограф Водхауса вважає ці мемуари більше вигадкою, ніж фактом. 
Мансон не відвідували у притулку понад 25 років після того, як її мати померла в 1958 році, доки її зведена племінниця Дарлін Бредлі знову не відкрила для себе її в 1984 році, коли Мансон було 93 роки. У середині 1980-х Мансон, якій було близько 90 років, перевезли до будинку для літніх у Массені, штат Нью-Йорк, після закриття першої лікарні; однак вона часто тікала до сусіднього бару, де персонал шукав її. Тому її повернули до нової психіатричної лікарні. Коли їй виповнилося 100 років, у неї не було зубів і вона майже втратила слух, але в іншому була здорова. Незабаром після свого 100-річчя Мансон зламала стегно. 
Одрі Мансон померла 20 лютого 1996 року у віці 104 років. На той час лише одна місцева газета повідомила про її смерть. Похована на кладовищі Нью-Гейвен у Нью-Хейвені, штат Нью-Йорк, отримала надгробний камінь 8 червня 2016 року, через 20 років після смерті та в день її 125-річчя.

## Фільми Мансон
Усі чотири фільми, в яких знялася Одрі Мансон, вважалися втраченими, доки копія «Чистоти» (1916) не була знайдена у Франції в 2009 році.
| рік      | Назва            | Роль                    | Примітки                                                           |
| -------- | ---------------- | ----------------------- | ------------------------------------------------------------------ |
| 1915 рік | Натхнення        | Модель                  | Перевидано як «Ідеальна модель» (1918)                             |
| 1916 рік | Чистота          | Чистота / Доброчесність | [ 22 ]                                                             |
| 1916 рік | Дівчина мрії     | Норма Хансен            | [ 22 ]                                                             |
| 1921 рік | Безтурботні молі | Одрі Мансон             | На основі розповідей і статей Мансона для Hearst's Sunday Magazine |

У 2010 році кінорежисер Роберто Серріні зняв документальний фільм про Мансона, який був представлений у кількох новинних виданнях, включаючи New York Post.

## Скульптури Мансон
Ця таблиця впорядкована за скульптором і датою. Одрі Мансон позувала для більшості скульпторів, які створювали архітектурні та фонтанні скульптури для Панамсько-Тихоокеанської міжнародної виставки 1915 року, а також для інших скульпторів, які там виставлялися.
Висвітлення кар'єри Мансон містило неточності за її життя і помилки щодо робіт, для яких вона була моделлю. Сама Мансон була суперечливою щодо свого віку та інших питань. Наприклад, у червневій статті 1915 року 24-річній Мансон було вказано 18 років, а в серпневому прес-релізі 1915 року стверджувалося, що вона почала позувати у 14 років, що було за чотири роки до її першої відомої моделі для групи Конті «Три грації» в готелі «Астор», представленої публіці у вересні 1909 року, коли їй було 18.
| Ключ:                                                               |
| ------------------------------------------------------------------- |
| Роботи, для яких Мансон була занадто молодою, щоб позувати          |
| Роботи, для яких Мансон підтвердила, що позувала                    |
| Роботи, для яких Мансон, ймовірно, позувала, але без прямих доказів |
| Панамо-Тихоокеанська міжнародна виставка                            |

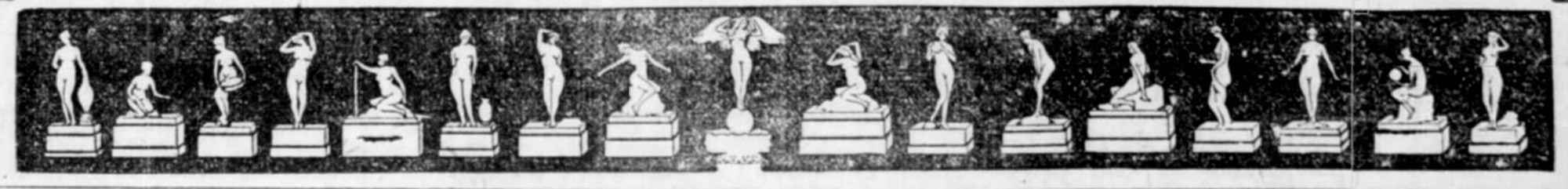
Мініатюри ескізів Мансонав позах відомих творів мистецтва, газетне оголошення 1916 року для Purity. Мансон була моделлю для «Помони» Карла Біттера (третій зліва) та «Ніч, що спадає» Адольфа Александра Вайнмана (у центрі).

| Герберт Адамс                                 | Три Грації | | 1912 | Фонтан Джеймса Макміллана, Водосховище Макміллана, Вашингтон, округ Колумбія                                                                     | бронза | 12 фут (3,7 м) (загалом)                     | Фонтан Макміллана був розібраний у 1941 році для розширення водосховища. Його частини довгий час зберігалися на складі та зазнали вандалізму. Залишилися лише центральні фігури та верхній басейн. | |                                                         |                                                 |        |                    |                                      |
| Герберт Адамс                                 | Жриця Культури | | 1914 | Ротонда, Палац витончених мистецтв, Панамо-Тихоокеанська міжнародна виставка                                                                     | staff | 51,5 дюйм (131 см)                           | Адамс отримав медаль пошани PPIE за свою скульптуру.:229 Вісім ідентичних фігур богинь стояли на колонах всередині Ротонди Палацу витончених мистецтв. Теперішні фігури — репродукції. Дві збережені оригінальні фігури знаходяться в колекції Експлораторіуму. | |                                                         |                                                 |        |                    |                                      |
| Роберт Інгерсолл Айткен                       | Двері мавзолею Грінхата | | 1913 | гробниця торговця Джозефа Б. Грінхата, Цвинтар Салем Філдс, Бруклін, Нью-Йорк                                                                    | бронза |                                              | Архітектори: Stone, Gould & Farrington | |                                                         |                                                 |        |                    |                                      |
| Роберт Інгерсолл Айткен                       | Двері мавзолею Гейтса | | 1913 | Мавзолей Джона Ворна Гейтса, Цвинтар Вудлон, Бронкс, Нью-Йорк                                                                                    | бронза |                                              | Архітектори: Stone, Gould & Farrington Айткен отримав срібну медаль PPIE за свою скульптуру.:230 | |                                                         |                                                 |        |                    |                                      |
| Роберт Інгерсолл Айткен                       | Панамо-Тихоокеанська золота монета $50 | | 1915 | | |                                              | | |                                                         |                                                 |        |                    |                                      |
| Роберт Інгерсолл Айткен                       | Стихії: Повітря | | 1915 | Флангуючі сходи до затонулого саду, Двір Всесвіту, Панамо-Тихоокеанська міжнародна виставка                                                      | staff |                                              | | |                                                         |                                                 |        |                    |                                      |
| Роберт Інгерсолл Айткен                       | Стихії: Земля | | 1915 | Флангуючі сходи до затонулого саду, Двір Всесвіту, Панамо-Тихоокеанська міжнародна виставка                                                      | staff |                                              | | |                                                         |                                                 |        |                    |                                      |
| Роберт Інгерсолл Айткен                       | Фонтан Землі | | 1915 | Двір Всесвіту, Панамо-Тихоокеанська міжнародна виставка                                                                                          | staff |                                              | Фонтан Землі: | |                                                         |                                                 |        |                    |                                      |
| Карл Біттер                                   | Венера | | прибл.1895 | Бібліотека, Помістя Білтмор, Ешвілл, Північна Кароліна                                                                                           | сталь |                                              | Фігура Венери Біттера для каміну в Білтморі була завершена в 1895 році, коли Мансон було 4 роки. Фігура Венери, що виходить з ванни у натуральну величину була сфотографована в студії Біттера в 1901 році, коли Мансон було 10 років. | |                                                         |                                                 |        |                    |                                      |
| Карл Біттер                                   | Венера Мілоська (з руками) | | до 1921 | Палац Нордейнде, Гаага, Нідерланди | мармур |                                              | Королева Вільгельміна Нідерландська замовила Венеру Мілоську (з руками) у Біттера. Мансон писала, що Біттер експериментував з різними положеннями рук, виліпив скульптуру в глині та сам вирізав її в мармурі. | |                                                         |                                                 |        |                    |                                      |
| Карл Біттер                                   | Мир | | 1896–1900 | Апеляційний суд штату Нью-Йорк, 35 East 25th Street, Мангеттен, Нью-Йорк                                                                         | |                                              | Біттер завершив роботу над апеляційним судом у червні 1899 року, приблизно в той час, коли Мансон виповнилося 8 років. | |                                                         |                                                 |        |                    |                                      |
| Карл Біттер                                   | Мир | | до 1921 | | |                                              | Мансон писала, що позувала для Біттера для скульптури Мир (на фото), але це не була робота для апеляційного суду. | |                                                         |                                                 |        |                    |                                      |
| Карл Біттер                                   | Свобода, підтримувана Законом | Файл:Liberty Wisconsin SC, by Karl Bitter.jpg                                                                                                | 1906–1910 | Східний фронтон, Капітолій штату Вісконсин, Медісон, Вісконсин                                                                                   | Бетельський вермонтський граніт                                                                            | 96 дюйм (240 см)                             | Східний фронтон: | |                                                         |                                                 |        |                    |                                      |
| Карл Біттер                                   | Барельєф: Діана | | прибл.1910? | Бальна зала, Особняк Джорджа Джея Гулда I, Мангеттен, Нью-Йорк                                                                                   | мармур |                                              | Це могло бути пов'язане з відомою бронзовою Діаною Біттера 1910 року: | |                                                         |                                                 |        |                    |                                      |
| Карл Біттер                                   | Помона або Достаток | | гіпс 1898, 1915 бронза 1916 (відлито Конті)                                                                                 | Фонтан Пуллітцера, Площа Гранд-Армі, Мангеттен, Нью-Йорк                                                                                         | бронза | гіпс 24 дюйм (61 см) бронза 84 дюйм (210 см) | Помона була гіпсовою моделлю розміром 24 дюйм (61 см) на момент смерті Біттера 9 квітня 1915 року. Вдова Біттера запропонувала Ізідор Конті завершити роботу, яку відкрили в травні 1916 року. Мансон публічно назвали моделлю для Помони ще в серпні 1916 року. Акторка Доріс Дощер (1882—1970) пізніше стверджувала, що була моделлю для Помони. (Біттер міг використовувати кілька моделей, або Конті міг обрати іншу модель.) | |                                                         |                                                 |        |                    |                                      |
| Александер Стерлінг Колдер                    | Зоряна Діва | Star, for the «Colonnade of Stars,» Court of the Universe building, 1915 Panama Pacific International Exposition, San Francisco              | 1915 | Панамо-Тихоокеанська міжнародна виставка Музей Окленда Окленд, Каліфорнія                                                                        | бронза | 48 дюйм (120 см)                             | Зоряна Діва повторювалася 95 разів як фігура балюстради навколо Двору Всесвіту та Колонади Зірок: | |                                                         |                                                 |        |                    |                                      |
| Александер Стерлінг Колдер                    | Дівчина з квітами | | 1915 | Двір Квітів, Панамо-Тихоокеанська міжнародна виставка                                                                                            | staff |                                              | Дівчина з квітами повторювалася в нішах над колонадою Двору Квітів. У передньому плані фонтан Едгара Вальтера Красуня і Чудовисько. | |                                                         |                                                 |        |                    |                                      |
| Александер Стерлінг Колдер                    | Підприємство (верхня фігура) | | 1915 | Народи Заходу, на вершині Арки Заходу Сонця, Панамо-Тихоокеанська міжнародна виставка                                                            | staff |                                              | Народи Заходу: Арка Заходу Сонця: | |                                                         |                                                 |        |                    |                                      |
| Александер Стерлінг Колдер                    | Мати Завтрашнього Дня:opp. 22 (центральна фігура) | | 1915 | Народи Заходу, на вершині Арки Заходу Сонця, Панамо-Тихоокеанська міжнародна виставка                                                            | staff |                                              | Народи Заходу: Арка Заходу Сонця: | |                                                         |                                                 |        |                    |                                      |
| Александер Стерлінг Колдер                    | Східна півкуля (лежача оголена жінка з головою левреї, східна сторона глобуса) | | 1915 | Фонтан Енергії, Панамо-Тихоокеанська міжнародна виставка                                                                                         | staff |                                              | Фонтан Енергії: | |                                                         |                                                 |        |                    |                                      |
| Александер Стерлінг Колдер                    | Атлантичний океан (Ф. Дж. Р. Рот моделював дельфіна) | | 1915 | Фонтан Енергії, Панамо-Тихоокеанська міжнародна виставка                                                                                         | staff |                                              | Фонтан Енергії: | |                                                         |                                                 |        |                    |                                      |
| Александер Стерлінг Колдер                    | Тихий океан (Ф. Дж. Р. Рот моделював ламантина) | | 1915 | Фонтан Енергії, Панамо-Тихоокеанська міжнародна виставка                                                                                         | staff |                                              | Фонтан Енергії: | |                                                         |                                                 |        |                    |                                      |
| Александер Стерлінг Колдер                    | Нереїда № 1, № 2 та № 3 (Ф. Дж. Р. Рот моделював дельфінів) Три нереїди на дельфінах, повторені (як група) чотири рази навколо басейну фонтана. З рота кожного дельфіна бив струмінь води. | | 1915 | Фонтан Енергії, Панамо-Тихоокеанська міжнародна виставка                                                                                         | staff |                                              | Фонтан Енергії: | |                                                         |                                                 |        |                    |                                      |
| Александер Стерлінг Колдер                    | Кариатида (Джон Бейтмен допомагав у цій роботі):44 | | 1915 | Аттик колонади (над кожною колоною), Двір Пальм, Панамо-Тихоокеанська міжнародна виставка                                                        | staff |                                              | Двір Пальм: | |                                                         |                                                 |        |                    |                                      |
| Ульрік Еллергузен                             | Здивування | | 1915 | зовнішня частина купола Ротонди, Палац витончених мистецтв, Панамо-Тихоокеанська міжнародна виставка                                             | staff | 23 фут (7,0 м)                               | Пара фігур — Роздуми (чоловік) і Здивування (жінка) — фланкують рельєфні панелі на кожному боці купола Ротонди. Фігури були відлиті знову у камені Спіро Анаргіросом у 1969 році. | |                                                         |                                                 |        |                    |                                      |
| Ульрік Еллергузен                             | Втіха:160 (Плачучі діви або Пониклі діви) | | 1915 | Пергола Палацу витончених мистецтв, Панамо-Тихоокеанська міжнародна виставка                                                                     | staff |                                              | «У богинях на вершинах веж і мінаретів, а також у грецьких скриньках, що прикрашають римські колони Палацу витончених мистецтв, ви знайдете чарівні обриси [Мансон] дівочої фігури.» | |                                                         |                                                 |        |                    |                                      |
| Ульрік Еллергузен                             | Фігури з гірляндами:162 | | 1915 | Перистильна доріжка, Палац витончених мистецтв, Панамо-Тихоокеанська міжнародна виставка                                                         | staff |                                              | Набір з п'яти фігур у повний зріст у високому рельєфі, повторених навколо чотирьох напівкруглих, наземних клумб. | |                                                         |                                                 |        |                    |                                      |
| Джон Фланаган                                 | Медальйон: Голова Одрі Мансон:435 | | 1915 | Палац витончених мистецтв, Панамо-Тихоокеанська міжнародна виставка                                                                              | бронза |                                              | Фланаган отримав медаль пошани PPIE за свою скульптуру.:234 | |                                                         |                                                 |        |                    |                                      |
| Джон Фланаган                                 | Медаль нагороди, Панамо-Тихоокеанська міжнародна виставка | | 1915 | | бронза | 2,76 дюйм (70 мм)                            | аверс: | |                                                         |                                                 |        |                    |                                      |
| Даніель Честер Френч                          | Скорботна Перемога | | 1906–1908 | Меморіал Мелвіна, Цвинтар Сліпі-Голлоу, Конкорд, Массачусетс                                                                                     | Теннессійський мармур                                                                                      | 115 дюйм (290 см)                            | Меморіал Асі, Семюелю та Джону Мелвінам, трьом братам, які загинули під час Громадянської війни в США. Мансон було 15 років, коли меморіал завершили. | |                                                         |                                                 |        |                    |                                      |
| Даніель Честер Френч                          | Скорботна Перемога (дзеркальне відображення Меморіалу Мелвіна):335 | | вирізано 1912–1914 | Метрополітен-музей, Мангеттен, Нью-Йорк | мармур | 120,5 дюйм (306 см)                          | Джеймс К. Мелвін, єдиний брат, що вижив, фінансував створення мармурової дзеркальної версії та подарував її Метрополітен-музею. Музей також володіє бронзовим відливом голови Перемоги. | |                                                         |                                                 |        |                    |                                      |
| Даніель Честер Френч                          | Пам'ять | | модель прибл.1909 вирізано 1917–1919                                                                                        | Метрополітен-музей, Мангеттен, Нью-Йорк | мармур | 57,5 дюйм (146 см)                           | Гіпсова модель знаходиться в Честервуді, домі та студії Френча в Стокбриджі, Массачусетс. (На фото, в центрі) | |                                                         |                                                 |        |                    |                                      |
| Даніель Честер Френч                          | Юриспруденція | | 1910–1912 | Окружний суд Метценбаума, Клівленд, Огайо | мармур | 12 фут (3,7 м)                               | Розташовані на рівні вулиці біля кутів фасаду на Проспекті Суперіор. | |                                                         |                                                 |        |                    |                                      |
| Даніель Честер Френч                          | Торгівля | | 1910–1912 | Окружний суд Метценбаума, Клівленд, Огайо | мармур | 12 фут (3,7 м)                               | Розташовані на рівні вулиці біля кутів фасаду на Проспекті Суперіор. | |                                                         |                                                 |        |                    |                                      |
| Даніель Честер Френч                          | Вісконсин | | 1912 | Капітолій штату Вісконсин, Медісон, Вісконсин | позолочена бронза                                                                                          | 15,5 фут (4,7 м)                             | На вершині купола Капітолію штату Вісконсин: | |                                                         |                                                 |        |                    |                                      |
| Даніель Честер Френч                          | Еванжеліна (фігура барельєфу, друга справа) | | 1912–1914 | Меморіал Генрі Водсворта Лонгфелло, Парк Лонгфелло, Кембридж, Массачусетс                                                                        | мармур | 36 дюйм (91 см)                              | У парку Лонгфелло: | |                                                         |                                                 |        |                    |                                      |
| Даніель Честер Френч                          | Дух Життя | | 1913–1915 | Меморіал Спенсера Траска, Парк Конгресу, Саратога-Спрінгз, Нью-Йорк                                                                              | бронза | 122 дюйм (310 см)                            | У парку Конгресу: Вісім бронзових відливів зі зменшеної робочої моделі Френча 1914 року знаходяться в колекціях: Смітсонівський музей американського мистецтва, Індіанаполіський музей мистецтв, Музей Ньюарка, Ньюарк, Нью-Джерсі, Публічна бібліотека Брукса, Братлборо, Вермонт, та інших місцях. | |                                                         |                                                 |        |                    |                                      |
| Даніель Честер Френч                          | Геній Творіння Єва | | 1915 | Західний вхід до Палацу машин, Панамо-Тихоокеанська міжнародна виставка                                                                          | staff |                                              | Френч отримав медаль пошани PPIE за свою скульптуру.:235 Західний вхід до Палацу машин: Гіпсова модель знаходиться в Честервуді, домі та студії Френча в Стокбриджі, Массачусетс: | |                                                         |                                                 |        |                    |                                      |
| Даніель Честер Френч                          | Бруклін | | 1916 | Бруклінський музей, Бруклін, Нью-Йорк | граніт |                                              | Пара була створена для прикраси бруклінського боку Манхеттенського мосту. Перенесені до зовнішньої частини Бруклінського музею в 1963 році. Принаймні частину моделювання фігури Бруклін виконала Розалі Міллер. | | 1914                                                    | Сади Брукгрін, Маррелс-Інлет, Південна Кароліна | бронза | 67,3 дюйм (171 см) | Колишня колекція: Метрополітен-музей |
| Даніель Честер Френч                          | Мир (Дівоцтво) | | 1914–1915 | Бруклінський музей, Бруклін, Нью-Йорк | Перистильна доріжка, Зовнішня частина Палацу витончених мистецтв, Панамо-Тихоокеанська міжнародна виставка | бронза                                       | Пара була створена для прикраси бруклінського боку Манхеттенського мосту. Перенесені до зовнішньої частини Бруклінського музею в 1963 році. Принаймні частину моделювання фігури Бруклін виконала Розалі Міллер. | | Фрай отримав срібну медаль PPIE за свою скульптуру.:235 |                                                 |        |                    |                                      |
| Картуш                                        | | 1915 | Оголена жіноча фігура біля щита, над великою арочною вікном Фестивальної зали,:125 Панамо-Тихоокеанська міжнародна виставка | staff | | Фестивальна зала:                            | | |                                                         |                                                 |        |                    |                                      |
| Флора                                         | | 1915 | Парні фігури на вершині пілонів біля основи Фестивальної зали,:125 Панамо-Тихоокеанська міжнародна виставка                 | staff | | Фестивальна зала:                            | | |                                                         |                                                 |        |                    |                                      |
| Факелоносець                                  | | 1915 | Фігура, повторена на вершинах чотирьох кутових куполів Фестивальної зали,:125 Панамо-Тихоокеанська міжнародна виставка      | staff | | Фестивальна зала:                            | | |                                                         |                                                 |        |                    |                                      |
| Лежача жінка (Жінка, що слухає) Фігура пілона | | 1915 | на вершині східного пілона Фестивальної зали,:125 Панамо-Тихоокеанська міжнародна виставка                                  | staff | | Фестивальна зала:                            | | |                                                         |                                                 |        |                    |                                      |
| Церера, богиня землеробства                   | | 1921 | Капітолій штату Міссурі, Джефферсон-Сіті, Міссурі                                                                           | бронза | 124 дюйм (3,1 м)                                                                                           | На вершині купола Капітолію штату Міссурі:   | | |                                                         |                                                 |        |                    |                                      |
| Карл Август Хебер                             | Дух торгівлі | | 1909–1914 | Манхеттенський міст (південний пірс), Мангеттен, Нью-Йорк                                                                                        | граніт |                                              | | |                                                         |                                                 |        |                    |                                      |
| Карл Август Хебер                             | Рельєфна табличка над входом | | прибл.1912 | Малий театр (нині Театр Гелен Гейз), 238 West 44th Street, Мангеттен, Нью-Йорк                                                                   | мармур |                                              | На фотографії 1913 року: | |                                                         |                                                 |        |                    |                                      |
| Альберт Ягерс                                 | Жнива (Природа) | | 1915 | на вершині напівкупола, Двір чотирьох пір року, Панамо-Тихоокеанська міжнародна виставка                                                         | staff |                                              | Ягерс отримав бронзову медаль PPIE за свою скульптуру.:237 Напівкупол, Двір чотирьох пір року: | |                                                         |                                                 |        |                    |                                      |
| Альберт Ягерс                                 | Сонячне світло Дощ | | 1915 | на вершинах колон, що фланкують напівкупол, Двір чотирьох пір року, Панамо-Тихоокеанська міжнародна виставка                                     | staff |                                              | Ягерс отримав бронзову медаль PPIE за свою скульптуру.:237 Напівкупол, Двір чотирьох пір року: | |                                                         |                                                 |        |                    |                                      |
| Альберт Ягерс                                 | Жертвоприношення | | 1915 | Героїчна група, повторена двічі на вершинах пілонів над переднім двором Церери, Двір чотирьох пір року, Панамо-Тихоокеанська міжнародна виставка | staff |                                              | Жертвоприношення (у верхніх кутах): | |                                                         |                                                 |        |                    |                                      |
| Augustus Jaegers:435                          | Достаток Аттичні фігури | | 1915 | Двір чотирьох пір року, Панамо-Тихоокеанська міжнародна виставка                                                                                 | staff |                                              | Август Ягерс (брат Альберта) створив аттичні та спадельні фігури на аркадах у Дворі чотирьох пір року. Достаток повторювався 16 разів на аркадах. | |                                                         |                                                 |        |                    |                                      |
| Ізідор Конті                                  | Три Грації | | прибл.1909 | | мармур |                                              | Створено для нової бальної зали готелю Astor, відкритої 29 вересня 1909 року (другий балкон): На іншому кінці зали розташовувалася парна мармурова група під назвою Пісня з подібними фігурами, можливо, також змодельованими Мансон.:plate 26 | |                                                         |                                                 |        |                    |                                      |
| Ізідор Конті                                  | Три Музи | | undated | Музей річки Гудзон, Йонкерс, Нью-Йорк | гіпс | 23 дюйм (58 см)                              | | |                                                         |                                                 |        |                    |                                      |
| Ізідор Конті                                  | Мати та дитина: Купання (Фонтанна група) | | прибл.1910 | приватна колекція | мармур | дві третини натуральної величини:plate 35    | | |                                                         |                                                 |        |                    |                                      |
| Ізідор Конті                                  | Втіха | | 1911 | Музей річки Гудзон,:plate 46 Йонкерс, Нью-Йорк                                                                                                   | гіпс | 28 дюйм (71 см)                              | | |                                                         |                                                 |        |                    |                                      |
| Ізідор Конті                                  | Слава та Перемога (рельєфні фігури):plate 51 | | прибл.1915 | Колона людського прогресу, Передній двір зірок, Панамо-Тихоокеанська міжнародна виставка                                                         | staff |                                              | Чотири рельєфні панелі з героїчними фігурами оточували основу 180 фут (55 м)-вої<br | |                                                         |                                                 |        |                    |                                      |
| Ізідор Конті                                  | Адольф Олександр Вайнман | День та Ніч Пара фігур, що фланкують зовнішні годинники, повторені над чотирма головними входами станції. Станцію знесено у 1963—1966 роках. | | прибл.1910 | Вокзал Пенсильванії, (між 31-ю вулицею, 7-ю авеню, 33-ю вулицею та 8-ю авеню), Мангеттен, Нью-Йорк         | рожевий граніт                               | 10 фут (3,0 м) | Фігури Вайнмана День та Ніч фланкували годинники над головними входами на станцію з боку 7-ї та 8-ї авеню, і повторювалися над входами з 31-ї та 33-ї вулиць. Врятовану фігуру Ніч передали до Бруклінського музею в 1966 році. Повний антаблемент із годинником прикрашає Меморіал скаутів-орлів у Канзас-Сіті, Міссурі. Інший антаблемент (розібраний) знаходиться у парку Рінгвуд у окрузі Пассейк, Нью-Джерсі. |                                                         |                                                 |        |                    |                                      |
| Громадська Слава                              | Адольф Олександр Вайнман | | 1913 | на вершині Манхеттенського муніципального будинку, Сентр-стріт біля Чемберс-стріт, Мангеттен, Нью-Йорк                                           | позолочена бронза                                                                                          | 25 фут (7,6 м)                               | Манхеттенський муніципальний будинок: | |                                                         |                                                 |        |                    |                                      |
| Ніч, що спускається на вершині колони         | Адольф Олександр Вайнман | | 1915 | Фонтан Заходу Сонця, Двір Всесвіту, Панамо-Тихоокеанська міжнародна виставка                                                                     | staff |                                              | Фонтан Заходу Сонця (ліворуч): | |                                                         |                                                 |        |                    |                                      |
| Богиня Правди біля основи колони              | Адольф Олександр Вайнман | | 1915 | Фонтан Заходу Сонця, Двір Всесвіту, Панамо-Тихоокеанська міжнародна виставка                                                                     | staff |                                              | Фонтан Заходу Сонця (ліворуч): | |                                                         |                                                 |        |                    |                                      |
| Півдоларова монета «Йдуча Свобода»            | Адольф Олександр Вайнман | | 1916 | | 90 % срібло 10 % мідь                                                                                      | 1,203 дюйм (30,6 мм)                         | Мансон також могла бути моделлю Вайнмана для дайму «Меркурій» (1916). | |                                                         |                                                 |        |                    |                                      |
| Дафніс і Хлоя                                 | Адольф Олександр Вайнман | | до 1921 | Девонширський будинок, (до 1921) Лондон, Англія                                                                                                  | |                                              | як Хлоя | |                                                         |                                                 |        |                    |                                      |
| Гертруда Вандербілт Вітні                     | Язичницьке Безсмертя | | прибл.1910 | | |                                              | | |                                                         |                                                 |        |                    |                                      |
| Гертруда Вандербілт Вітні                     | Фонтан Ельдорадо | | 1915 | Аркада Вежі Коштовностей, Панамо-Тихоокеанська міжнародна виставка                                                                               | |                                              | Вітні отримала бронзову медаль PPIE за свою скульптуру.:248 "[Мансон] з'являється багаторазово в натовпі, що тісниться до таємничих воріт Фонтану Ельдорадо пані Гаррі Пейн Вітні." | |                                                         |                                                 |        |                    |                                      |
| Бруно Луїс Ціммер                             | Рельєфні панелі: Тріумф мистецтв Боротьба за прекрасне Сила мистецтв | | 1915 | Аттик Ротонди, Палац витончених мистецтв, Панамо-Тихоокеанська міжнародна виставка                                                               | staff | 14 фут (4,3 м)                               | Правда — оголена жіноча фігура в центрі Боротьби за прекрасне. | |                                                         |                                                 |        |                    |                                      |
| Гертруда Вандербілт Вітні                     | Язичницьке Безсмертя | | прибл.1910 | | |                                              | | |                                                         |                                                 |        |                    |                                      |
| Гертруда Вандербілт Вітні                     | Фонтан Ельдорадо | | 1915 | Аркада Вежі Коштовностей, Панамо-Тихоокеанська міжнародна виставка                                                                               | |                                              | Вітні отримала бронзову медаль PPIE за свою скульптуру.:248 "[Мансон] з'являється багаторазово в натовпі, що тісниться до таємничих воріт Фонтану Ельдорадо пані Гаррі Пейн Вітні." | |                                                         |                                                 |        |                    |                                      |
| Бруно Луїс Ціммер                             | Рельєфні панелі: Тріумф мистецтв Боротьба за прекрасне Сила мистецтв | | 1915 | Аттик Ротонди, Палац витончених мистецтв, Панамо-Тихоокеанська міжнародна виставка                                                               | staff | 14 фут (4,3 м)                               | Правда — оголена жіноча фігура в центрі Боротьби за прекрасне. | |                                                         |                                                 |        |                    |                                      |

1. 1 2  SNAC — 2010.
2. 1 2 3  Find a Grave — 1996.
3. ↑  https://www.wgpfoundation.org/historic-markers/audrey-munson/
4. 1 2 3 4 5 6 7 8 9 10  Bone, James (2016). The Curse of Beauty: The Scandalous and Tragic Life of Audrey Munson, America's First Supermodel. New York City: ReganArts.
5. ↑  Unearthing Audrey Munson: Hollywood's First Nude Model. The Editorial. 11 листопада 2021. Архів оригіналу за 17 листопада 2021. Процитовано 17 листопада 2021.
6. ↑  White, Justin D. Rediscovering Audrey (PDF). Andreageyer.info.
7. 1 2 3  Rozas and Bourne-Gottehrer (1999). American Venus: The Extraordinary Life of Audrey Munson, Model and Muse. Los Angeles: Balcony Press.
8. ↑  Bone, James (23 квітня 2016). The Glamorous Life And Tragic Fall of America's First Supermodel. The Daily Beast. Процитовано 24 квітня 2016.
9. 1 2 3  Roberts, Sam (15 грудня 2022). Overlooked No More: Audrey Munson, Forgotten but, Living On in Sculptures, Not Gone. The New York Times (амер.). ISSN 0362-4331. Процитовано 16 грудня 2022.
10. 1 2  Internet Broadway Database.
11. ↑  Jacobs, Andrew (14 квітня 1996). Rescuing a Heroine From the Clutches of Obscurity. The New York Times. Процитовано 9 квітня 2016.
12. ↑  James, Juliet Helena Lumbard (1 січня 1915). Palaces and Courts of the Exposition: A Handbook of the Architecture, Sculpture and Mural Paintings with Special Reference to the Symbolism. California Book Company. с. 47—49. ISBN 978-1-4142-8575-7. Процитовано 24 лютого 2019.
13. 1 2  The Broad Minded Romance of the Famous Panama-Pacific Girl. Richmond Times-Dispatch. 27 червня 1915. Процитовано 23 січня 2016.
14. 1 2  Millions Will View Her Classic Features. Richmond (Virginia) Times-Dispatch. 1 серпня 1915. Процитовано 8 лютого 2019.
15. ↑  Donnelly, Elisabeth (Summer 2015). Descending Night. The Believer. Т. 13, № 2. Процитовано 16 травня 2016.
16. 1 2 3 4  Knafo, Saki (9 грудня 2007). The Girl Beneath the Gilding. The New York Times. Процитовано 4 лютого 2009.
17. ↑  Mahr, Karen Ward (2008) Women Filmmakers in Early Hollywood Baltimore, Maryland: Johns Hopkins University Press. pp.93-94 ISBN 9780801890840
18. ↑  AFI|Catalog.
19. ↑  Fold3.com FBI archive "Old German Case Files". 1919.
20. ↑  Audrey Munson: "Miss Manhattan" Died in Obscurity in 1996 | Keith York City. Keithyorkcity.wordpress.com. 25 жовтня 2012. Процитовано 26 травня 2016.
21. ↑  Locan, Clarence A. (7 листопада 1920). Audrey Munson, Whose "Perfect Form" Was the Rage Here in 1915, Destitute in East. San Francisco Chronicle. Процитовано 3 лютого 2019.
22. 1 2 3 4 5  Audrey Munson. AFI Catalog of Feature Films. American Film Institute. Процитовано 23 січня 2016.
23. 1 2  Bowers, Q. David. Inspiration. Thanhouser Films: An Encyclopedia and History. Thanhouser Company Film Preservation, Inc. Архів оригіналу за 8 лютого 2016. Процитовано 23 січня 2016.
24. ↑  Journalist Finds New Material on Genocide Survivor Film Star Aurora Mardiganian. Armenian Spectator-Review. 19 травня 2016. Процитовано 16 лютого 2019.
25. ↑  Audrey Munson Retreats in Face of Concerted Drive by Many "Perfect" Men. Buffalo Enquirer. 19 серпня 1921. Процитовано 3 лютого 2019.
26. ↑  Audrey Munson Pinched for Posing, Tells View of Silk-Shinned Immorality. Belvidere (Illinois) Daily Republican. 4 жовтня 1921. Процитовано 3 лютого 2019.
27. ↑  Innocence ad. № October 27, 1921. St. Louis Star and Times. Процитовано 3 лютого 2019.
28. ↑  Model Who Attempted Suicide by Poison Will Recover. The New York Times. 29 травня 1922. Процитовано 4 лютого 2009.
29. ↑  Brock, Chris (19 вересня 2014). 'American Muse' story of beauty from Oswego County carved in stone, forgotten in memory. Watertown Daily Times. Архів оригіналу за 2 грудня 2016. Процитовано 1 грудня 2016.
30. ↑  Donaldson, Frances (1983). P.G. Wodehouse: The Authorized Biography. London: Futura. с. 12. ISBN 0-7088-2356-4.
31. ↑  Weller, Steve (16 червня 1996). Famed Artist's Model Bared All for a Playwright. The New York Times. Процитовано 9 квітня 2016.
32. ↑  Geyer, Andrea (2008). Queen of the artists' studios, the story of Audrey Munson. Multitudes. 31 (4): 133—154. doi:10.3917/mult.031.0133.
33. ↑  Audrey Munson's headstone in New Haven Cemetery dedicated. 13 червня 2016.
34. ↑  Purity. The Progressive Silent Film List. Silent Era. Процитовано 23 січня 2016.
35. ↑  Audrey Munson. The 1st Supermodel. GOING AGAINST THE GRAIN IN FILM, FOOD, & FOREIGN PLACES. (англ.). 6 березня 2016. Процитовано 8 жовтня 2019.
36. ↑  Tucker, Reed (5 березня 2016). NYC's first supermodel died alone in an insane asylum. New York Post (англ.). Процитовано 8 жовтня 2019.
37. 1 2 3  «The 'Most Copied' Girl in America,» The El Paso Times, March 22, 1914, p. 48.
38. ↑  McMillan Fountain, from SIRIS.
39. 1 2 3 4  Audrey Munson, «By the 'Queen of the Artists' Studios,' Chapter 7.» The Washington Times, February 20, 1921, p. 83.
40. 1 2 3 4 5 6 7 8 9  Official Catalogue of the Department of Fine Arts, Panama-Pacific International Exposition (with Awards) San Francisco, California ... Wahlgreen Company. 1 січня 1915. Процитовано 3 лютого 2019.
41. ↑  Twenty-Eighth Annual Exhibition of Architectural League of New York. The American Architect. 103: 104. 12 лютого 1913. Процитовано 9 квітня 2016.
42. ↑  American Stone Trade. 5 серпня 1913. с. 29. Процитовано 6 лютого 2019.
43. 1 2 3 4 5  Audrey Munson, «By the 'Queen of the Artists' Studios,' Chapter 6.» The San Francisco Examiner, February 13, 1921, p. 85.
44. ↑  Wayne Craven, Gilded Mansions: Grand Architecture and High Society (W. W. Norton & Company, 2009), p. 203.
45. 1 2  David B. Dearinger, Paintings & Sculpture at the National Academy of Design, Volume 1: 1826–1925 (Hudson Hills Press, 2004), p. 44.
46. ↑  National Magazine, vol. 13, no. 6 (March 1901) (Boston: Joe Mitchell Chapple), p. 491.
47. 1 2 3  Audrey Munson, «By the 'Queen of the Artists' Studios,' Chapter 4.» The San Francisco Examiner, January 30, 1921, p. 80.
48. ↑  Peace, from SIRIS.
49. ↑  Dennis, James M., Karl Bitter: Architectural Sculptor 1867—1915, University of Wisconsin Press, Madison, 1967, p. 71.
50. ↑  Liberty Supported by the Law, from SIRIS.
51. ↑  Pulitzer Fountain, from SIRIS.
52. 1 2 3 4 5 6  Madigan, Mary Jean Smith (1 січня 1974). The Sculpture of Isidore Konti, 1862–1938: Exhibition, January 26 – March 30 1974. Hudson River Museum. Процитовано 1 лютого 2019.
53. ↑  Moving Picture World, vol. 29, no. 9 (August 26, 1916), p. 1355
54. ↑  Kevin C. Fitzpatrick, The Algonquin Round Table, New York: A Historical Guide (Rowman & Little, 2015), p. 185.
55. ↑  Star Figure, from SIRIS.
56. ↑  «Audrey Monson in 'The Flower Girl'.» Goodwin's Weekly, November 25, 1916, p. 12.
57. 1 2 3 4 5  John Daniel Barry, The City of Domes: A Walk with an Architect about the Courts and Palaces of the Panama-Pacific International Exposition (San Francisco: John J. Newbegin, 1915).
58. 1 2 3  Henry Rankin Poore, «Stirling Calder, Sculptor» The International Studio, vol. 57, no. (April 1919), pp. XXXVII-LI.
59. ↑  «Nereid, no. 1; by A. Sterling Calder,» Catalogue of Copyright Entries for the Year 1914: Works of Art (Washington: Government Printing Office, 1914), p. 165.
60. ↑  «Caryatid; by A. Sterling Calder,» Catalogue of Copyright Entries for the Year 1914: Works of Art (Washington: Government Printing Office, 1914), p. 165.
61. 1 2 3 4  Mullgardt, Louis Christian (1 січня 1915). The Architecture and Landscape Gardening of the Exposition – A Pictorial Survey of the Most Beautiful of the Compositions of the Panama-Pacific International Exposition. San Francisco: Paul Elder and Company. с. 160. Процитовано 3 лютого 2019.
62. ↑  American Art Directory vol. 20. R.R. Bowker. 1 січня 1923. Процитовано 3 лютого 2019.
63. ↑  Bragman, Bob (21 березня 2017). Save the Palace of Fine Arts? In the 60s, SF wasn't so sure. San Francisco Chronicle. Процитовано 4 лютого 2019.
64. 1 2  Gardner Teall, «Art: The Mirror of American Genius,» Hearst's Magazine, vol. 27, no. 5 (May 1915), pp. 434–37.
65. ↑  Medal of Award, PPIE, from MMA.
66. ↑  Mourning Victory, from SIRIS.
67. ↑  James C. Melvin, The Melvin Memorial, Sleepy Hollow Cemetery, Concord, Massachusetts, A Brother's Tribute, (Cambridge, Massachusetts: The Riverside Press, 1910), p. xvi.
68. ↑  Mourning Victory (MMA), from SIRIS.
69. ↑  Thayer Tolles, ed., American Sculpture in The Metropolitan Museum of Art. Vol. 1, A Catalogue of Works by Artists Born before 1865 (MMA, 1999).
70. ↑  Mourning Victory, from MMA.
71. ↑  Study for a Head, from SIRIS.
72. ↑  Memory, from SIRIS.
73. ↑  Jurisprudence, from SIRIS.
74. ↑  Commerce, from SIRIS.
75. ↑  Forward, from SIRIS.
76. ↑  Audrey Munson, «By the 'Queen of the Artists' Studios,' Chapter 3.» The Pittsburgh Press, January 23, 1921, p. 79.
77. ↑  Longfellow Monument, from SIRIS.
78. ↑  The Spirit of Life, from SIRIS.
79. ↑  The Spirit of Life (SAAM), from SIRIS.
80. ↑  Spirit of Life, from IMA.
81. ↑  The Spirit of Life, from Newark Museum.
82. ↑  The Spirit of Life (VT), from SIRIS.
83. ↑  Model for Creation, from SIRIS.
84. ↑  Brooklyn, from SIRIS.
85. ↑  Richman, Michael, «Daniel Chester French: An American Sculptor», The Preservation Press, Washington D.C
|-
|rowspan="8" |Sherry Edmundson Fry
|colspan="1" style="background:#FFDEAD" |Фронтон на 70-й вулиці
|
|1913
|Особняк Фріка,
П'ята авеню та Східна 70-та вулиця,
Мангеттен, Нью-Йорк
|Бедфордський блакитний
вапняк
|
|
|-
|colspan="1" style="background:#FFDEAD" |Дівоцтво<ref>Maidenhood, from SIRIS.
86. ↑  «Miss Audrey Monson and the Statue for Which She Posed,» The Logan Republican (Utah), April 13, 1915, p. 1.
87. ↑  Ceres, from SIRIS.
88. ↑  Release, Press (8 листопада 2018). Office of Administration announces scheduled removal and public viewing of Ceres, statue atop the Missouri State Capitol.
89. ↑  Spirit of Commerce, from SIRIS.
90. ↑  «Miss Audrey Monson, and Statues of Her,» The Guthrie Daily Leader (Oklahoma), March 20, 1915, p. 1.
91. ↑  Stella G. S. Perry, The Sculpture & Murals of the Panama-Pacific International Exposition (San Francisco: The Wahlgreen Company, 1915), p. 33.
92. ↑  Edward Payson Critcher, «Sculpture and Sculptors: Panam-Pacific International Exposition,» The Fine Arts Journal, vol. 32 (February 1915), p. 47.
93. ↑  Solace, from SIRIS.
94. ↑  Night, from SIRIS.
95. ↑  «Day and Night» Clock Entablature, from SIRIS.
96. ↑  Civic Fame, from SIRIS.
97. ↑  Audrey Munson, «By the 'Queen of the Artists' Studios,' Chapter 1.» The San Francisco Examiner, January 9, 1921, p. 83.
98. ↑  Audrey Munson, «By the 'Queen of the Artists' Studios,' Chapter 5.» The Washington Times, February 6, 1921, p. 83.
99. 1 2  «Audrey Munson, the 'Exposition Girl',» Sunset Magazine, vol. 35, no. 1 (July 1915), p. 164.
100. 1 2  Frank Morton Todd, The Story of the Exposition, Volume 2 (New York and London: G. P. Putnam's Sons, 1921), p. 319.